# Andriana tsaratananensis
Heteromorpha tsaratananensis är en växtart i släktet Andriana och familjen flockblommiga växter.
Arten är en buske som förekommer på norra Madagaskar. Den beskrevs som Heteromorpha tsaratananensis av Jean-Henri Humbert 1956, och fick sitt nu gällande namn av Ben-Erik van Wyk 1999.